# Ectopleura venusta
Ectopleura venusta är en nässeldjursart som beskrevs av Yamada 1950. Ectopleura venusta ingår i släktet Ectopleura och familjen Tubulariidae. Inga underarter finns listade i Catalogue of Life.